# Alois Glaubitz
Alois Glaubitz (* 6. Mai 1934 in Zwickau, nach anderen Angaben in Malkwitz (Waldtal), Landkreis Breslau, heute Teil der Gmina Kąty Wrocławskie; † 9. September 2023 in Zwickau) war ein deutscher Fußballspieler der DDR-Oberliga.

## Sportliche Laufbahn

### Gemeinschafts- und Clubstationen
„Al“ begann 1948 im osterzgebirgischen Dorfhain bei der SG (später BSG Motor) mit dem Fußballspielen. Im September 1954 wechselte der Abwehrspieler zur BSG Motor Zwickau. Sein erstes Oberligaspiel bestritt Glaubitz am 23. Mai 1956 gegen den SC Lok Leipzig (1:3).
Zwischen 1956 und 1973 absolvierte er als Abwehrspieler insgesamt 428 oder 429 Punktspiele in der DDR-Oberliga, in denen er 11 Tore erzielte. Seine letzte Partie im ostdeutschen Oberhaus war die Begegnung der Zwickauer am 9. Juni 1973 gegen den FC Carl Zeiss Jena (1:3).
Mit den Zwickauern konnte die Defensivkraft zweimal den FDGB-Pokal gewinnen. Sowohl 1963 als auch 1967 stand er dabei in der erfolgreichen Finalmannschaft der Westsachsen. In der jeweils darauffolgenden Saison nahm Glaubitz mit seiner Elf am Europapokal teil, in dem er im Cup der Pokalsieger insgesamt viermal auflief.

### Auswahleinsätze
Der Zwickauer bestritt eine Partie für die B-Nationalelf der DDR. Im Juni 1964 trennte sich die Zweitvertretung des DFV, in der Glaubitz an der Seite von Ernst Lindner und Gerhard Franke verteidigte, in Rzeszów von Polen mit einem 1:1-Unentschieden.

## Weiterer Werdegang
Nach seiner aktiven Karriere fungierte er von 1973 bis 1980 als Mannschaftsleiter bei den Westsachsen.

## Trivia
Im Ranking der Fußballer mit den meisten DDR-Oberligaeinsätzen steht Alois Glaubitz an zweiter Stelle hinter Eberhard Vogel.
Alois Glaubitz war der Onkel des früheren Profifußballers Rico Glaubitz.